# 聖弗蘭西斯科鎮
聖弗蘭西斯科鎮（西班牙語：Villa de San Francisco），是洪都拉斯的城鎮，位於該國中部，由弗朗西斯科-莫拉桑省負責管轄，始建於1923年8月22日，面積84.36平方公里，海拔高度783米，2001年人口7,745，人口密度每平方公里91.81人。
14°10′N 86°58′W / 14.167°N 86.967°W